# Louise de Lorraine-Vaudémont
Pour les articles homonymes, voir Louise de Lorraine.
Titres
Reine de France
15 février 1575 – 2 août 1589
(14 ans, 5 mois et 18 jours)
Reine de Pologne
Grande-duchesse de Lituanie
15 février 1575 – 12 mai 1575
(2 mois et 27 jours)
Louise de Lorraine-Vaudémont, ou Louise de Lorraine (née le 30 avril 1553 au château de Nomeny - morte à Moulins le 29 janvier 1601), est issue de la branche de Vaudémont, branche cadette de la maison de Lorraine. Cousine des Guise et du duc Charles III de Lorraine, elle a été reine de France de 1575 à 1589 et reine de Pologne et grande-duchesse de Lituanie en 1575, à la suite de son mariage avec Henri III de France.

## Biographie

### Jeunesse
Petite-fille du duc Antoine de Lorraine, cousine germaine du duc Charles III de Lorraine, Louise de Lorraine-Vaudémont est issue d'une branche cadette de la Maison de Lorraine. Elle est le quatrième enfant de Nicolas de Lorraine, comte de Vaudémont et duc de Mercœur, ancien régent des duchés et de Marguerite d'Egmont, issue d'une grande famille des Pays-Bas et l'aînée des quatorze enfants que son père eut de trois lits successifs.
Elle n'a qu'un an lorsque meurt sa mère. La seconde épouse de son père, Jeanne de Savoie-Nemours, se montre pour elle une belle-mère pleine d'attention, qui lui fait donner une solide instruction classique et l'introduit à la cour de Nancy à l'âge de dix ans mais meurt à son tour quand Louise a 15 ans. La troisième épouse de son père, Catherine de Lorraine-Aumale, n'a que trois ans de plus que sa belle-fille. Peut-être frustrée d'avoir dû épouser un homme de 26 ans son aîné et quitter la cour de France pour la bourgade de Nomeny, elle ne se comporte pas en amie ou en soeur avec sa belle-fille mais se révèle d'une méchanceté avérée envers elle et ses demi-frères et sœurs issus du second lit de son père.
Cependant, à vingt ans, grande, blonde au teint blanc, aux yeux brun clair très doux, voilés par une légère myopie, la silhouette fine et racée, Louise de Lorraine-Vaudémont est belle, d'une beauté délicate et émouvante.

### Demande en mariage d'HenriIII

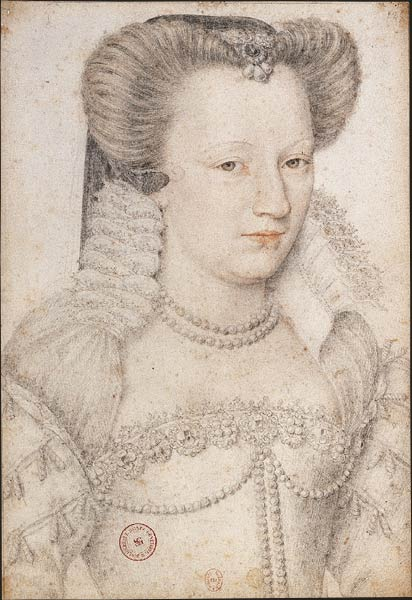
Louise de Lorraine, dessin de Jean Rabel (vers 1575).

À l'automne 1573, le nouveau roi élu de Pologne Henri de France, duc d'Anjou, frère du roi de France, en route pour Cracovie, la capitale de son nouveau royaume, est accueilli à Nancy par son beau-frère et sa sœur, le duc Charles III de Lorraine et son épouse Claude de France. 
Tous les membres de la Maison de Lorraine sont conviés à faire bon accueil au souverain polonais et à participer aux réjouissances. Le roi, alors voué à sa passion pour Marie de Clèves, épouse d'Henri de Bourbon, prince de Condé, remarque la princesse de Vaudémont, cousine du duc. En 1574, le roi Charles IX de France meurt prématurément. Henri de Pologne lui succède sous le nom de Henri III de France et retourne clandestinement en France. Peu de temps après son retour de Pologne meurt la princesse de Condé dont il est toujours passionnément épris. Devant se marier pour assurer sa descendance et voulant couper court aux entreprises matrimoniales de sa mère Catherine de Médicis, qui souhaite le marier à une princesse étrangère, il se souvient de la douce et modeste jeune fille rencontrée « en passant par la Lorraine ».
En janvier 1575, il envoie en Lorraine deux hommes de confiance, Philippe Hurault de Cheverny, son futur chancelier, et Michel Du Guast, marquis de Montgauger, porter sa demande en mariage. Louise, alors en pèlerinage à Saint-Nicolas-de-Port, est absente lorsque les émissaires du roi se présentent devant son père au château de Nomeny. Celui-ci n'attend pas de l'avoir consultée pour donner son consentement.
Lorsqu'à son retour, on informe Louise de la volonté du roi de l'épouser, elle n'y croit pas. Ce mariage surprend également l'entourage du roi, étonne la cour et le pays tout entier car le parti semble modeste pour un roi de France.
Henri III, hésitant à l'idée d'aliéner sa liberté, redoute une femme dominatrice. Il choisit donc Louise, dont il est sûr qu'elle serait une épouse tendre et réservée. Ce choix déçoit et inquiète Catherine de Médicis. La reine redoute qu'une princesse lorraine n'appuie ouvertement le parti lorrain de ses cousins Guise et leurs relations sont difficiles au début. Mais la reine-mère finit par apprécier la douceur et l'humilité de sa belle-fille.

### Reine de France

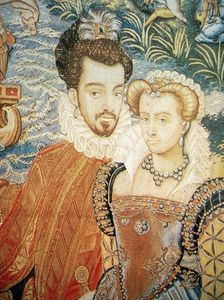
Henri III (roi de France) et Louise de Lorraine-Vaudémont, détail d'une des tapisseries de la tenture des Valois, Florence, Galerie des Offices, XVIe siècle.

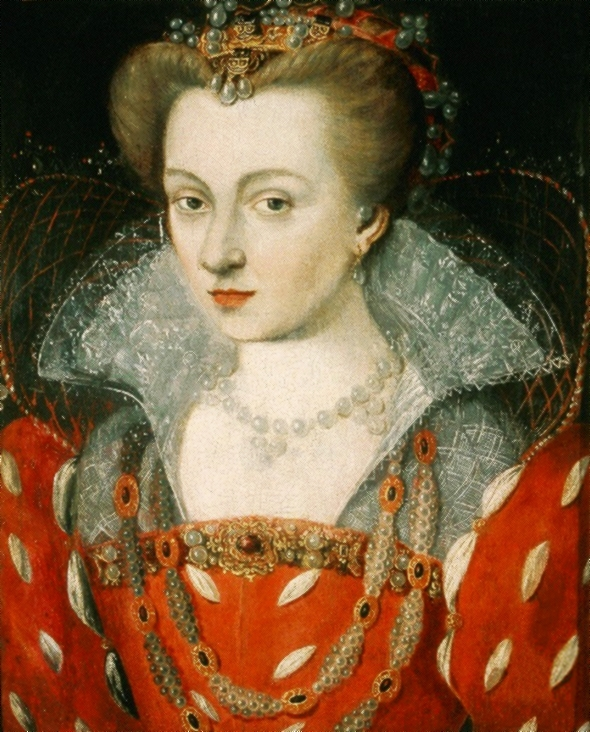
Louise de Lorraine-Vaudémont, vers 1575.

Le roi tient, pour lui donner plus de solennité, à jumeler son mariage avec son sacre, prévu pour le 13 février 1575. Il décide que les noces auront lieu deux jours plus tard. Ainsi, le 15 février, le mariage de Louise de Lorraine-Vaudémont avec le roi de France Henri III est célébré dans la cathédrale de Reims. À la fin du mois, ils entrent ensemble dans la capitale, qu'Henri avait quittée un an et demi plus tôt pour la Pologne. Louise est désormais reine de France.
Louise, jeune femme douce et vertueuse, voue d'emblée à son mari un profond amour qui ne se démentira jamais, malgré les difficultés, les épreuves, les infidélités et la mort. Louise de Lorraine est une personne pieuse et très simple. Elle souffre terriblement des conflits qui opposent sa famille — la maison de Guise, la maison de Lorraine et en particulier son frère Philippe-Emmanuel de Lorraine, duc de Mercœur — à son mari durant les guerres de Religion.
Son amour pour son mari résiste aux rumeurs de dissolution du mariage, comme en mai 1584. Henri lui aussi est très attaché et ne néglige jamais sa femme, malgré ses nombreuses infidélités, qui l'affligent. Cependant il n'a jamais de maîtresse en titre et s'efforce de cacher à sa femme ses écarts. Dans les épreuves de la fin du règne, les époux se rapprochent, en dépit de l’impossibilité pour la reine de mener ses grossesses à terme.
En effet elle fait de nombreuses fausses couches — il semble que Louise de Lorraine ait été enceinte au début de son mariage, mais la fausse couche qu'elle subit en mai 1575 se montre lourde de conséquence et, malgré de nombreux pèlerinages, elle n'eut jamais d'enfants. Elle n'eut par la suite que de faux espoirs. Pourtant, le couple royal ne renonce que très tardivement à l'idée d'avoir une progéniture. De 1579 à 1586, ils multiplient les pèlerinages, en particulier à Chartres, et les cures thermales dans l'espoir d'avoir un héritier.

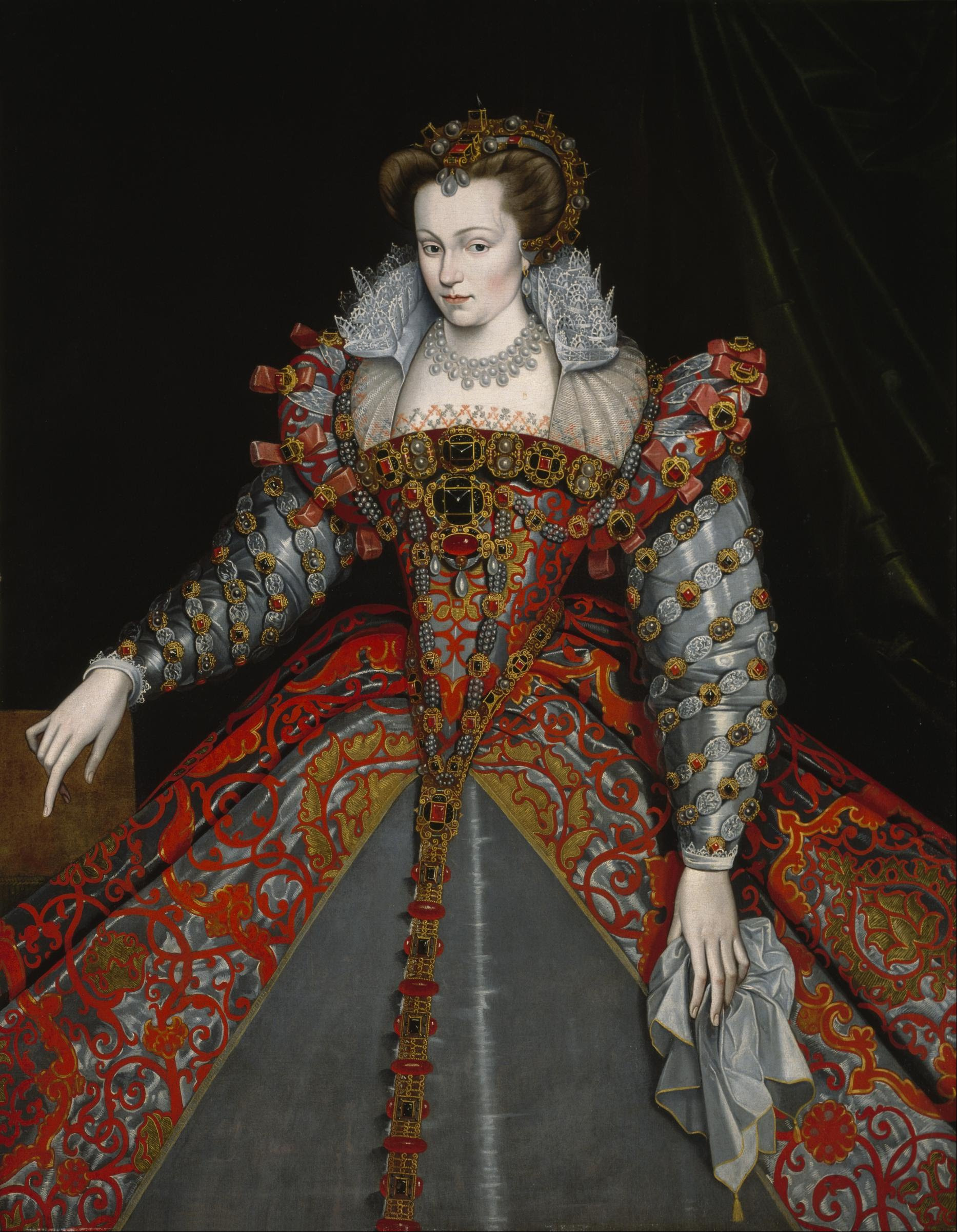
Portrait de Louise de Lorraine par François Clouet,1575.

Bien que l'on puisse lui reprocher son infidélité, son mari aime son épouse sincèrement, ce qui est réciproque. Louise a toujours été auprès du roi. Elle a été plus étroitement associée à la vie de son époux qu'aucune autre reine, paraissant à ses côtés dans nombre de cérémonies, fêtes et festins officiels, ou participant parfois au Conseil du roi, comme à celui du 2 décembre 1576. Elle assiste aux réceptions des ambassadeurs, figure en bonne place à la séance d'ouverture des États généraux et participe avec lui le 31 mai 1578 à la pose de la première pierre du futur pont Neuf.

### Veuvage et décès
Après l'assassinat de son époux par le dominicain Jacques Clément, le 1er août 1589, Louise, désespérée, prend le deuil en blanc des reines — elle se voile de blanc — d'où son surnom de « Reine Blanche ». Dès 1589, elle reçoit le duché de Berry en douaire et le garde jusqu'à sa mort. Elle s'emploie dès lors à réhabiliter la mémoire de son mari, excommunié par le pape après l'assassinat du cardinal de Guise. Dès le 6 septembre 1589, un mois à peine après la mort du roi, elle demande justice à Henri IV. Le 1er octobre 1589, elle entreprend des démarches à Rome afin de réhabiliter Henri III. Le 20 janvier 1594, au cours d'une cérémonie à Mantes, la reine douairière vient solennellement demander justice au roi Henri IV.

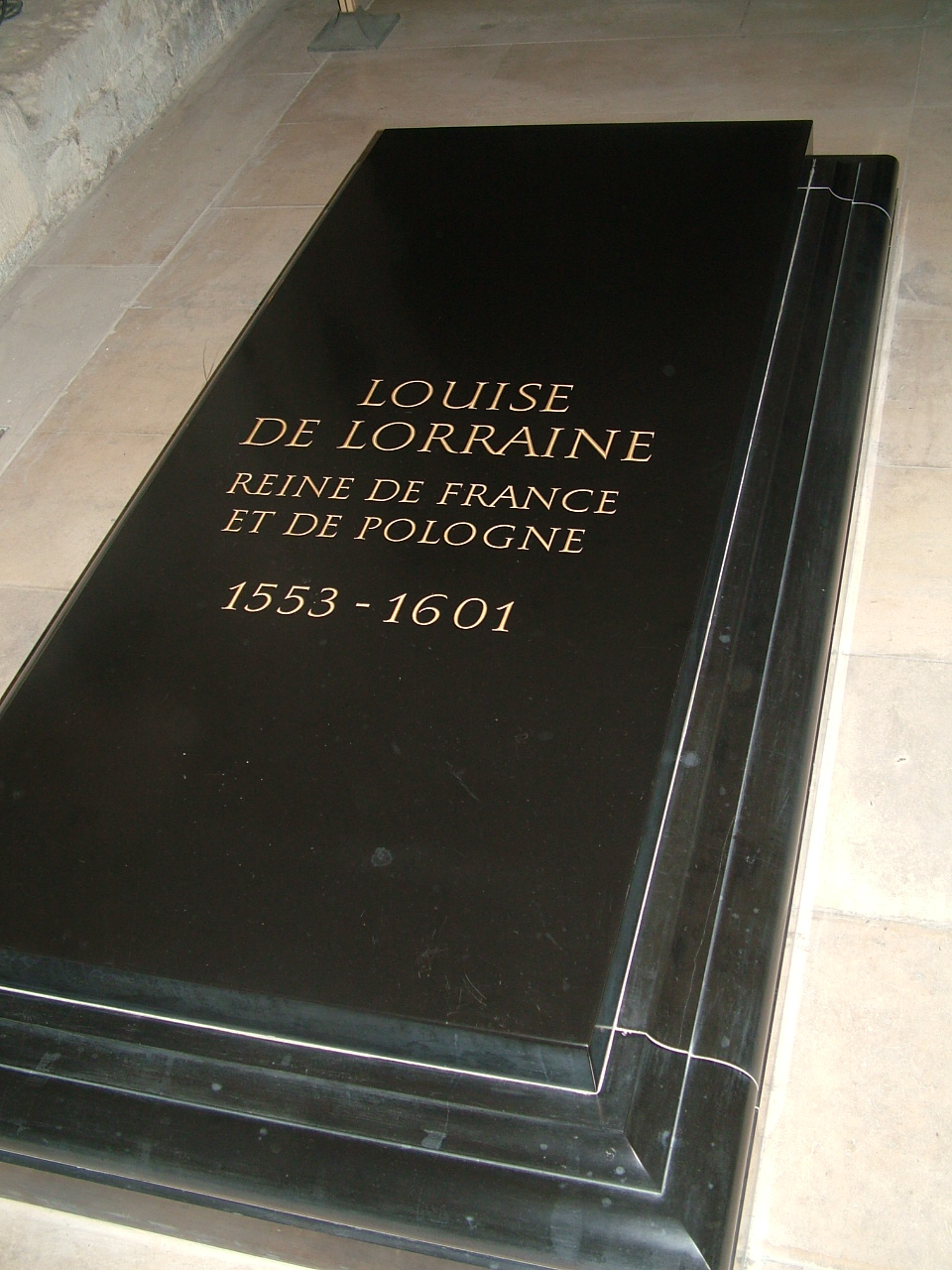
Sépulture de la reine Louise.

Elle habite pendant 11 ans le château de Chenonceau, reçu en héritage de sa belle-mère Catherine de Médicis. Elle installe sa chambre au deuxième étage, dont elle fait recouvrir les murs de noir. Le décor était plutôt funèbre avec les attributs ordinairement réservés au deuil : croix, pelles et pioches de l'inhumation, cornes d'abondance déversant des larmes. Ce décor noir et argent était reproduit sur les tentures du lit et des fenêtres. Mais ce château étant couvert de créances et, n'ayant pas elle-même une énorme pension, elle le légua à sa nièce, la fille unique de son frère, qui deviendra duchesse de Vendôme (femme de César de Vendôme, fils illégitime d'Henri IV et de Gabrielle d'Estrées). Elle mourut au château de Moulins le 29 janvier 1601, et tous ses biens furent distribués ou servirent à payer ses dettes.
En septembre 1603, une bulle pontificale ordonne la construction d'un couvent de Capucines à Paris afin d'y inhumer Louise de Lorraine, ce qui sera fait le 20 mars 1608. Ses restes, retrouvés en octobre 1805, se trouvent depuis 1817 dans la crypte de la basilique de Saint-Denis. C'est la seule reine antérieure à la Révolution à reposer réellement dans le tombeau portant son nom à Saint-Denis.